# Chinese Musicians Association
La Chinese Musicians Association (CMA) è un'organizzazione professionale che rappresenta  l'industria musicale della Cina e i musicisti, interpreti, autori e compositori che ne fanno parte. È posta sotto tutela del Partito Comunista Cinese.